# Jules Holtzapffel
Jules Holtzapffel, né le 28 mai 1826 à Strasbourg et mort le 12 avril 1866 à Paris, est un peintre français.

## Biographie
Jules Holtzapffel est le fils de Théodore Égide Holzapffel, négociant, et d'Hélène Eléonore Jacobée Thomassin. 
Élève de Léon Cogniet, il expose au Salon de 1855 à 1865.
N'acceptant pas le refus de ses deux tableaux au Salon de 1866, il se suicide d'une balle dans la tête.
Il meurt célibataire à son domicile de la rue Turgot, à l'âge de 40 ans.

## Postérité
Un article d'Émile Zola à propos du suicide de Jules Holtzapffel pourrait avoir inspiré à Édouard Manet son tableau Le Suicidé à la fin des années 1870.

## Œuvres exposées aux Salons parisiens
(sauf mention)
- Salon de 1855[a] :
  - Portrait de l'auteur
- Salon de 1857[b] :
  - Chanter, aimer et boire
  - Portrait de Mlle L.
  - Une petite truanderie
- Salon de 1858 (Blois)[c] :
  - Une fontaine
  - Vue prise en Alsace
- Salon de 1859[d] :
  - Vue prise près de Strasbourg
- Salon de 1861[e] :
  - En ce temps là, il n’y avait déjà plus d’enfant !
  - Le Retour
- Salon de 1863[f] :
  - Orphelins
  - Payez le droit d'entrée !
  - Un modèle qui s'ennuie
- Salon de 1864[g] :
  - Un secret de polichinelle
  - Une procession au XVIIe siècle
- Salon de 1865[h] :
  - Louis XIII et sa cour se rendant à la chapelle